# Інструмент видалення метаданих
Інструмент видалення метаданих або очищувач метаданих — це тип програмного забезпечення для захисту  приватності, що видаляє з файлів, метадані, які потенційно можуть загрожувати конфіденційності. Очистку файлів потрібно проводити перед їх поширенням. Наприклад,  надсиланням вкладеннями електронної пошти або публікацією в Інтернеті.

## Огляд
Метадані можна знайти в багатьох типах файлів, таких як документи, електронні таблиці, презентації, зображення та аудіофайли. Вони можуть містити інформацію про авторів файлів, дати створення та модифікації, географічне розташування, історію переглядів документа, мініатюри зображень і коментарі. Метадані можуть додаватися до файлів користувачами вручну, або автоматично програмами чи пристроями, які використовуються для створення чи обробки файлів.
Метадані приховані і існує ризик того, що користувач не знатиме про їх існування або забуде про них при поширенні файлу. При цьому приватна або конфіденційна інформація може бути розголошена. Метою інструментів видалення метаданих є мінімізація ризику такого витоку даних.
Засоби для очищення від метаданих, можна поділити на наступні категорії:
- Інтегровані засоби видалення метаданих, які входять до складу деяких програм, як-от інспектор документів у Microsoft Office.
- Інструменти пакетного видалення метаданих, які можуть обробляти кілька файлів.
- Надбудови клієнта електронної пошти, призначені для видалення метаданих із вкладень електронної пошти безпосередньо перед надсиланням.
- Серверні системи, які призначені для автоматичного видалення метаданих на мережевому шлюзі.

Щоб безпечно видалити метадані PDF-файлу, важливо згодом лінеаризувати PDF-файл, інакше зміни та метадані можна буде відновити.
Інструменти видалення метаданих також часто використовуються для зменшення загального розміру файлів, зокрема файлів зображень, опублікованих в Інтернеті. Наприклад, невелике зображення на веб-сайті, може містити метадані, включно з мініатюрою, що за обсягом співставні з самим зображенням, тому видалення цих метаданих може зменшити розмір файлу вдвічі.

## Дивись також
- Програмне забезпечення для запобігання втраті даних
- Exif
- Видалення конфіденційної інформації

## Зовнішні посилання
- Приховані дані та метадані. Часті запитання